# Gregorio Cruzada Villaamil
Gregorio Cruzada Villaamil o Villamil (Madrid, 1832 - 29 de novembre de 1884) fou un historiador i crític de l'art, periodista i polític espanyol.

## Biografia
Com a periodista fou redactor de La Revista Ibérica i dirigí La Razón (1860-1861), el butlletí mensual El Arte en España (1862-1870) i El Averiguador (1867). Va emprar el pseudònim cervantí «El difunto pintor Orbaneja». Va denunciar la ruïna de la Catedral de Lleó i va promoure la seva restauració. És conegut pel seu gran treball historiogràfic, va seguir els passos de Juan Agustín Ceán Bermúdez i amb la metodologia del positivisme va documentar a fons els seus treballs i va carregar de dades els seus judicis per a aconseguir el més alt rigor. Després d'Antonio Palomino, fou el primer estudiós de Diego Velázquez, especialment la seva relació amb Peter Paul Rubens. Va acompanyar a Berlín el seu gran amic, el poeta i dramaturg Eulogio Florentino Sanz, nomenat secretari de la legació espanyola, encara que va tornar de seguida.
Un esment a part mereixen els seus treballs sobre Francisco de Goya, de qui va descobrir el 1870 els cartrons per a tapissos al soterrani del Palau Reial de Madrid; va assolir que passessin a engrossir la col·lecció del Museu del Prado. Amant de la cultura i molt amic de la joventut de llavors, va sostenir, segons José Francos Rodríguez i Francisco Blanco García, una modesta tertúlia a la seva casa del carrer Lope de Vega a la qual acudien entre altres nombrosos escriptors i artistes, sobretot granadins, aleshores poc coneguts: Pedro Antonio de Alarcón, Gaspar Núñez de Arce, Ventura Ruiz Aguilera, Manuel del Palacio i Simó, José Castro y Serrano, Luis de Eguílaz, el poeta Antonio Trueba, Serra, el llibretista de sarsuela José Picón, el novel·lista Manuel Fernández y González, el dramaturg Adelardo López de Ayala, Rafael García Santisteban, Antonio Arnao, Eulogio Florentino Sanz, el pintor Germán Hernández i Manuel de Llano y Persi.
Va fundar i va promoure diversos estudis sobre l'art a Espanya, dels quals destaca especialment el butlletí mensual El Arte en España, que va dirigir entre 1862 i 1870. Com crític d'art diverses vegades va donar suport a la carrera de pintors com Antoni Gisbert i Pérez. Fou elegit diputat per Villena a les eleccions generals espanyoles de 1871 i abril de 1872 per la Unió Liberal, però després ingressà en el Partit Conservador, amb el qual fou escollit novament diputat per Villena a les eleccions generals espanyoles de 1876 i 1879 i pel de la Vila Joiosa a les eleccions generals espanyoles de 1884. Va exercir diverses vegades càrrecs públics d'importància i relacionats amb el patrimoni artístic, com cap de la Comissió d'Inventaris, i les direccions generals d'Estadística i de Correus i Telègrafs. En aquest últim càrrec va estar un sexenni (1875-1881) i li va cabre restaurar la xarxa destrossada per l'última guerra carlina i elaborar uns Anales de las Ordenanzas de Correos de España (1879) en diversos volums.
Va ser membre corresponent de la Reial Acadèmia de Belles Arts de San Fernando; va pertànyer també a la Societat de Bibliòfils Espanyols i va col·laborar amb Francisco Asenjo Barbieri a exhumar còdex de música antiga espanyola, dels quals en va descobrir alguns, especialment el Cancionero de Palacio o de Barbieri, que va trobar a la Biblioteca del Palau Reial el 1870 i va ser imprès el 1890. Va ser un dels historiadors que millor va aprofundir en les col·leccions del Prado. En l'obra de Goya, va ser el primer historiador que va revisar els seus cartrons i els va catalogar curosament, rescatant diversos documents d'arxiu per a obtenir un bon estudi. Poc després va decidir emprendre un altre projecte colossal: publicar un llibre sobre la vida i obra de Diego Velázquez. Per a això va haver d'estudiar a fons la col·lecció de Peter Paul Rubens, de qui va derivar Rubens, diplomático español, primera obra seriosa sobre el pintor. Va editar a més dues obres clàssiques per a la història de la pintura del Segle d'Or, l'Arte de la Pintura de Francisco Pacheco i els Diálogos de la pintura, su defensa, origen, essentia, definición, modos y differencias de Vicente Carducho.
A les darreres setmanes de 1862 fou comissionat com a subdirector del Museu Nacional de Pintures, càrrec que va retenir fins a 1864 i a l'any següent va ser nomenat director, càrrec que va detenir fins a 1870; va actualitzar i va revisar el catàleg sumari de pintures realitzat el 1854 inspeccionant totes les col·leccions presents en el Prado fins a aconseguir una publicació digna el 1865.

## Obra
- Anales de la vida y de las obras de Diego de Silva Velázquez. Escritos con ayuda de nuevos documentos, Madrid: Lib. de Miguel Guijarro, 1885.
- Rubens, diplomático español (Madrid, 1874).
- Catálogo provisional, historial y razonado del Museo Nacional de Pinturas, Madrid, Manuel Galiano, 1865.
- Los tapices de Goya, Madrid, 1870.
- Rubens, diplomático español, Madrid, 1883
- Edició d'Arte de la Pintura de Francisco Pacheco
- Edició dels Diálogos de la pintura, su defensa, origen, essentia, definición, modos y differencias de Vicente Carducho.